# Butch Morris
Butch Morris (10. února 1947 Long Beach – 29. ledna 2013 New York) byl americký jazzový kornetista, hudební skladatel a dirigent, bratr kontrabasisty Wilbera Morrise. Začínal jako trumpetisty ve škollním orchestru. V roce 1966 narukoval do armády a sloužil v Německu, Vietnamu a Japonsku.
Během své kariéry spolupracoval například s Frankem Lowem, Wayne Horvitzem nebo Davidem Murrayem.
V srpnu 2012 mu byla diagnostikována rakovina plic, které v lednu následujícího roku ve svých pětašedesáti letech podlehl.